# Pseudojuloides argyreogaster
Pseudojuloides argyreogaster är en fiskart som först beskrevs av Günther, 1867.  Pseudojuloides argyreogaster ingår i släktet Pseudojuloides och familjen läppfiskar. IUCN kategoriserar arten globalt som livskraftig. Inga underarter finns listade i Catalogue of Life.